# Paraná Sports Club
Paraná Sports Club was een Braziliaanse voetbalclub uit Curitiba in de staat Paraná.

## Geschiedenis
De club werd op 30 november 1910 opgericht. Vanaf 1915 nam de club deel aan het Campeonato Paranaense, het staatskampioenschap. In 1917 fuseerde de club met América om zo meer succes te hebben en werd zo América-Paraná SC. De fusie wierp vruchten af en de club werd kampioen, maar na een slechte notering het jaar erna werd de fusie ongedaan gemaakt. De club speelde nog tot 1926 in de competitie en werd dan ontbonden. 